# Karczyce
Karczyce [pronunciación en polaco: /karˈt͡ʂɨt͡sɛ/] es un pueblo ubicado en el distrito administrativo de Gmina Kostomłoty, dentro del condado de Środa Śląska, Voivodato de Baja Silesia, en el suroeste de Polonia. Antes de 1945 se pertenecía a Alemania.
Se encuentra a unos 13 kilómetros al sureste de Środa Śląska, y a 21 kilómetros al oeste de la capital regional Wrocław.